# Cresskill
Cresskill es un borough ubicado en el condado de Bergen en el estado estadounidense de Nueva Jersey. En el año 2000 tenía una población de 7.746 habitantes y una densidad poblacional de 1,397.5 personas por km².

## Geografía
Cresskill se encuentra ubicado en las coordenadas 40°56′31″N 73°57′54″O / 40.94194, -73.96500.

## Demografía
Según la Oficina del Censo en 2000 los ingresos medios por hogar en la localidad eran de $84,692 y los ingresos medios por familia eran $96,245. Los hombres tenían unos ingresos medios de $61,194 frente a los $38,990 para las mujeres. La renta per cápita para la localidad era de $41,573. Alrededor del 3% de la población estaba por debajo del umbral de pobreza.